# Anastasius Falck
Anastasius a Cruce Falck, Taufname: Benedictus Ignatius Falck (* 9. April 1706 in Donaumünster; † 9. Juni 1761 in Augsburg), war ein bayerischer Karmelit und Prior.

## Leben
Falck wurde als vierzehntes von fünfzehn Kindern des Präfekten von Donaumünster und späteren fuggerischen Pflegers auf Schloss Duttenstein Johann Augustin Falck und dessen Ehefrau Anna Catharina geboren und am 11. April 1706 auf den Namen Benedictus Jgnatius getauft.
1724 trat er in München in den Karmelitenorden ein, wo er den Ordensnamen Anastasius a Cruce annahm. Nachdem er 1730 zum Priester geweiht worden war, lehrte er mehrere Jahre im Karmelitenkloster Augsburg Philosophie und Theologie. 1742 fungierte er zeitweise als Prior bzw. Regent des Klosters Schongau und bekleidete zuletzt das Amt des Provinzdefinitors der bayerischen Franziskaner zu Augsburg. Er war der Verfasser zahlreicher theologischer Schriften und gab noch eine Menge, meistens unbedeutender Kleinigkeiten heraus, und verfertigte für Kupferstiche und Heiligenbilder eine Menge Epigrammen und Aufschriften in lateinischen oder teutschen Versen. Falck starb 1761 im Karmelitenkloster Augsburg.
Sein älterer Bruder war der bischöfliche Siegler und Wahlnotar zu Augsburg Franz Philipp Falck (get. 22. August 1686 in Donaumünster). Einer seiner Neffen war der Präfekt der Fugger-Wellenburgischen Herrschaft Welden Remigius Christian Raffalt (get. 21. April 1715 in Violau). 

## Werke
- Vita S. V. et M. Theresiae a Iesu, solis Zodiaco parallela, 8. Innschriften mit 13 Kupfern von Klauber in Augsb.

- Horologium passionis D. N. Iesu Christi, Reimenweise verfasstes Uhrwerk, in welchem Alles, was Iesus Christus, Gott und Mensch, in den lezten 24 Stunden seines sterblichen Lebens gelitten, vorgestellet ist, nebst angemerktem hebräischen Uhrwerk. Ein Blatt, Augsb. bey Negges.

- Kron der Heiligen und Heil der Krönenden, d. i. kurze jedoch zierliche Lebensverfassung der Heiligen Gottes, in Druck verfertigt von einem Einsiedler des heiligen Landes. 121 Blätter mit 121 Kupfern, 8. Augsburg bey Andr. Pfeffel.

- Decor Carmeli S. S. scapulare, quinque saeculorum gloria: seu apparatus gratitudinis pro gloriosa V. saeculorum solemnitate S. S. thavmaturgi scapularis, a conventu Carmelitarum discalceatorum Monacensi adornatus, in quo vestis parthenia sacris bibliorum figuris illustratur, symbolis adumbratur, epigrammate enucleatur, elogiis adornatur, notis historicis aliisque elucidatur, 17. iconismis aeneis exhibetur, 4. Aug. Vindel. ap. Eisenbarth 1751 und 1754.

- Carolus VI. Rom. imp. semp. Aug. et pax aurea uno eodemque fato extincta, fol. mit 7 Kupf. Augsb. bey Negges.

- Effigies R. R. pontificum ex perantiquis exemplaribus mutuatae, elogiis adumbratae, notis eruditis illustratae. (Die ersten 3 Dekaden) fol. Augsb. mit 30 Kupf. 1751.

- S. S. Theologia universa sacris bibliorum figuris illustrata, symbolis adumbrata, assertis scholasticis, dogmaticis, moralibus elucidata, iconismis  aeneis exhibita, 8. Augsburg 1730, 200 S. und 50 Kupfer.

- Trinum imperfectum ex perfecto, seu asserta scholastica polemica, moralia de vitiis et peccatis, legibus ac gratia etc. ex angelici tom. theologia ad mentem Salmaticensium elimata, 8.

- Perfecti praesulis idea, quem sacra doctrina praeposuit, amor eligit, quo fratri suo Ioan. Evangelistae dignitatem praepositi in collegio canon. regul. ad S. crucem Augustae gratulatur, fol.

- Lapis angularis domus Bavaricae et Saxonicae in insigni nexu seren. sponsorum Maximiliani Iosephi et Mariae Annae Sophiae natae reg. Polon. princip. etc. cui peniciilo et stylo elegiario sincera sua vota inscribunt servi infimi, Theresiae filii, fol. Monachii 1747.

- Ars sine arte, seu vota simplici calamo collecta ex omni arte, et seren. sponsis Maximiliano Iosepho et Mariae Annae Sophiae etc. demisissime oblata inter nuptiales applausus laetabundae patriae a conventu Monacensi Carmelitarum discalceatorum, fol. Aug. Vindel. 1747.